# Vương quốc Jaffna
Vương quốc Jaffna (tiếng Tamil: யாழ்ப்பாண அரசு) (1215-1624), còn được gọi là Vương quốc Aryacakravarti, nằm ở phía bắc Sri Lanka ngày nay, là một vương quốc quân chủ lịch sử ra đời xung quanh thị trấn Jaffna trên bán đảo Jaffna sau cuộc xâm lược của Magha, người được xác định là người sáng lập của vương quốc Jaffna và được cho là đã từ Kalinga, ở Ấn Độ. Được thành lập như là một lực lượng mạnh mẽ ở phía bắc, đông bắc và phía tây của hòn đảo, nó cuối cùng đã trở thành một cống nộp chư hầu của đế chế Pandyan trong hiện đại, Nam Ấn Độ năm 1258, giành được độc lập năm 1323 với sự phân mảnh của các kiểm soát Pandyan khi Pandyan cai trị cuối cùng của Madurai đã bị đánh bại và bị trục xuất năm 1323 bởi Malik Kafur, các vị tướng quân đội của đế quốc Hồi giáo Delhi vương quốc Hồi giáo. Trong một thời gian ngắn, trong những năm đầu thế kỷ 14 giữa, đó là một sức mạnh vươn lên cao trong các hòn đảo của Sri Lanka khi tất cả các vương quốc trong khu vực chấp nhận sự lệ thuộc. Tuy nhiên, vương quốc cuối cùng đã bị chế ngự bởi các vương quốc Kotte đối thủ, khoảng năm 1450 khi nó bị xâm lược bởi Hoàng tử Sapumal theo chỉ thị của vương quốc Kotte.
Vương quốc đã thoát khỏi sự kiểm soát Kotte trong năm 1467; các vị vua tiếp theo của nó tập trung nguồn lực cho việc củng cố tiềm năng kinh tế của mình bằng cách tối đa hóa doanh thu từ ngọc trai, voi và nguồn thu từ đất. Vương quốc này ít phong kiến hơn hầu hết các vương quốc khác trong khu vực trên đảo Sri Lanka với cùng kỳ. Trong thời gian này, văn học Tamil địa phương quan trọng được sản xuất và đền thờ Hindu được xây dựng bao gồm một học viện để tiến ngôn ngữ.
Sự xuất hiện của chính quyền thực dân Bồ Đào Nha đến hòn đảo của Sri Lanka năm 1505, và vị trí chiến lược ở eo biển Palk kết nối tất cả các vương quốc Sinha nội địa cho miền Nam Ấn Độ, tạo ra các vấn đề chính trị. Nhiều vị vua của mình phải đối mặt và cuối cùng làm cho hòa bình với thực dân Bồ Đào Nha. Năm 1617, Cankili II, một kẻ soán ngôi vị ngai vàng, đã đối đầu với Bồ Đào Nha nhưng đã bị đánh bại, do đó mang lại sự tồn tại độc lập của vương quốc này kết thúc vào năm 1619. Mặc dù quân nổi dậy như Migapulle Arachchi với sự giúp đỡ của Thanjavur Nayak vương quốc đã cố gắng để khôi phục lại vương quốc, cuối cùng họ đã bị đánh bại. Nallur, một vùng ngoại ô của thành phố Jaffna, từng là thủ đô của nó.